# Jacksonville Jaguars 2009
La stagione 2009 dei Jacksonville Jaguars è stata la 15ª della franchigia nella National Football League, la settima con come capo-allenatore Jack Del Rio.

## Scelte nel Draft 2009
| Ordine | Ordine | Giro              | Ruolo            | College        |
| Giro   | Scelta | Giro              | Ruolo            | College        |
| ------ | ------ | ----------------- | ---------------- | -------------- |
| 1      | 8      | Eugene Monroe     | Offensive tackle | Virginia       |
| 2      | 39     | Eben Britton      | Offensive Tackle | Arizona        |
| 3      | 72     | Terrance Knighton | Defensive tackle | Temple         |
| 3      | 73     | Derek Cox         | Cornerback       | William & Mary |
| 4      | 107    | Mike Thomas       | Wide Receiver    | Arizona        |
| 5      | 144    | Jarett Dillard    | Wide Receiver    | Rice           |
| 6      | 180    | Zach Miller       | Tight End        | Nebraska-Omaha |
| 7      | 250    | Rashad Jennings   | Running back     | Liberty        |
| 7      | 253    | Tiquan Underwood  | Wide Receiver    | Rutgers        |

## Calendario

### Stagione regolare

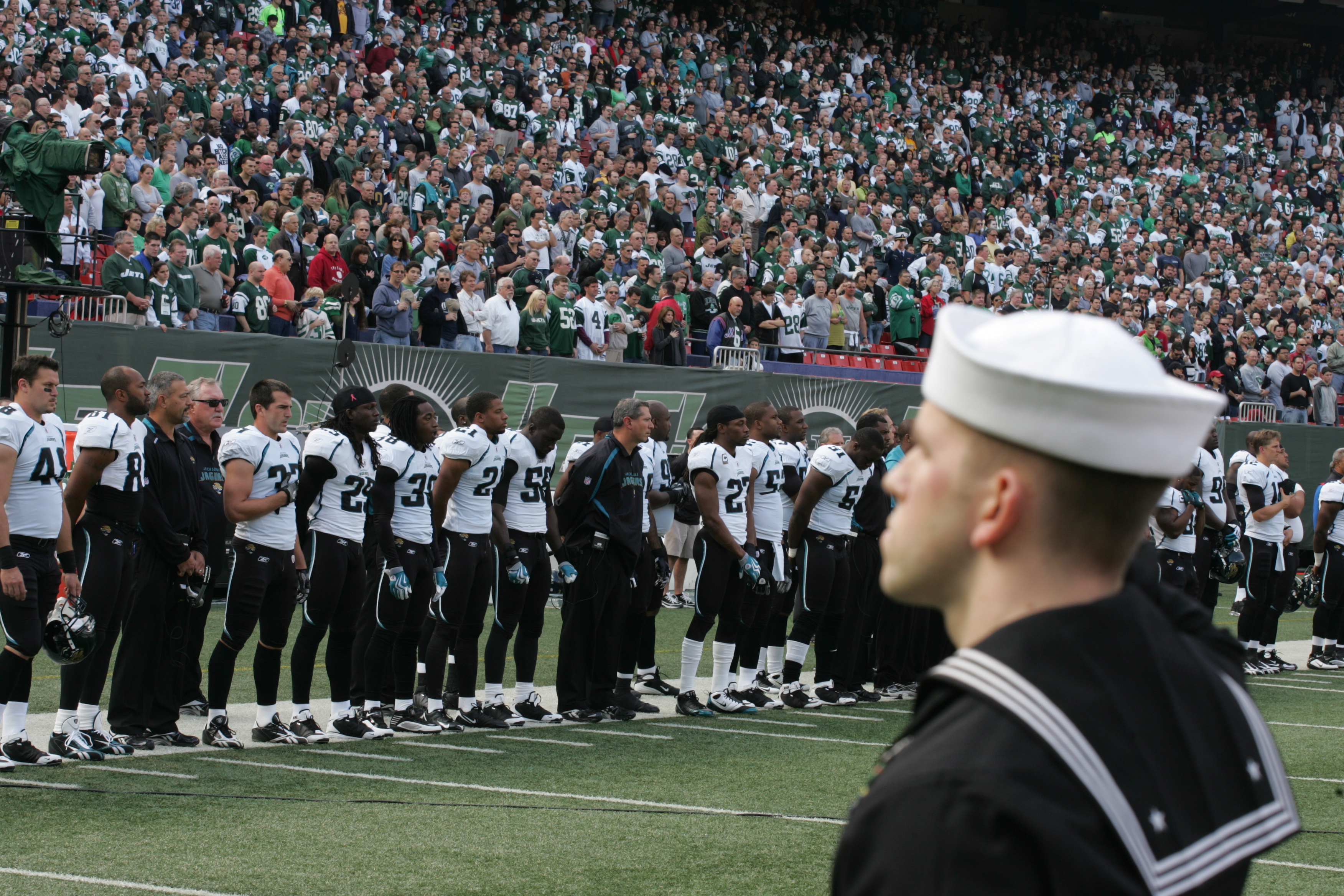
I giocatori dei Jaguars nella cerimonia pre-partita della gara del 15 novembre 2009.

| Stagione regolare |                    |                    |                         |                    |                    |                                |                    |                    |                    |
| Turno | Data               | Ora (ET)           | Avversario              | Risultato          | Risultato          | Stadio                         | TV                 | Sintesi            |                    |
| Turno | Data               | Ora (ET)           | Avversario              | Punteggio          | Record             | Stadio                         | TV                 | Sintesi            |                    |
| 1 | 13/9               | 1pm EDT            | at Indianapolis Colts   | S 14–12            | 0–1                | Lucas Oil Stadium              | CBS                | Recap              |                    |
| 2 | 20/9               | 1pm EDT            | Arizona Cardinals       | S 31–17            | 0–2                | Jacksonville Municipal Stadium | Fox*               | Recap              |                    |
| 3 | 27/9               | 1pm EDT            | at Houston Texans       | V 31–24            | 1–2                | Reliant Stadium                | CBS                | Recap              |                    |
| 4 | 4/10               | 1pm EDT            | Tennessee Titans        | V 37–17            | 2–2                | Jacksonville Municipal Stadium | CBS*               | Recap              |                    |
| 5 | 11/10              | 4:15pm EDT         | at Seattle Seahawks     | S 41–0             | 2–3                | Qwest Field                    | CBS                | Recap              |                    |
| 6 | 18/10              | 1pm EDT            | St. Louis Rams          | V 23–20DTS         | 3–3                | Jacksonville Municipal Stadium | Fox*               | Recap              |                    |
| 7 | Settimana di pausa | Settimana di pausa | Settimana di pausa      | Settimana di pausa | Settimana di pausa | Settimana di pausa             | Settimana di pausa | Settimana di pausa | Settimana di pausa |
| 8 | 1/11               | 4:05pm EST         | at Tennessee Titans     | S 30–13            | 3–4                | LP Field                       | CBS                | Recap              |                    |
| 9 | 8/11               | 1pm EST            | Kansas City Chiefs      | V 24–21            | 4–4                | Jacksonville Municipal Stadium | CBS*               | Recap              |                    |
| 10 | 15/11              | 1pm EST            | at New York Jets        | V 24–22            | 5–4                | Giants Stadium                 | CBS                | Recap              |                    |
| 11 | 22/11              | 1pm EST            | Buffalo Bills           | V 18–15            | 6–4                | Jacksonville Municipal Stadium | CBS*               | Recap              |                    |
| 12 | 29/11              | 4:05pm EST         | at San Francisco 49ers  | S 20–3             | 6–5                | Candlestick Park               | CBS                | Recap              |                    |
| 13 | 6/12               | 1pm EST            | Houston Texans          | V 23–18            | 7–5                | Jacksonville Municipal Stadium | CBS*               | Recap              |                    |
| 14 | 13/12              | 1pm EST            | Miami Dolphins          | S 14–10            | 7–6                | Jacksonville Municipal Stadium | CBS*               | Recap              |                    |
| 15 | 17/12              | 8:20pm EST         | Indianapolis Colts      | S 35–31            | 7–7                | Jacksonville Municipal Stadium | NFLN               | Recap              |                    |
| 16 | 27/12              | 1pm EST            | at New England Patriots | S 35–7             | 7–8                | Gillette Stadium               | CBS                | Recap              |                    |
| 17 | 3/1                | 1pm EST            | at Cleveland Browns     | S 23–17            | 7–9                | Cleveland Browns Stadium       | CBS                | Recap              |                    |
| NOTE: Gli avversari della propria division sono in grassetto. Un asterisco (*) indica che la partita è stata oscurata nell'area di Jacksonville a causa delle scarse vendite di biglietti. |                    |                    |                         |                    |                    |                                |                    |                    |                    |